# 酒井宏樹
酒井 宏樹（さかい ひろき、1990年4月12日 - ）は、長野県中野市出身のプロサッカー選手。Aリーグ・メン・オークランドFC所属。ポジションはディフェンダー、ミッドフィールダー。元日本代表。
株式会社ASSIST取締役。

## 経歴

### プロ入りまで
父親の故郷である長野県中野市で生まれる。「宏樹」という名前は父親から「樹」の一字を取って名付けられた。幼い頃に千葉県柏市に引越し、年の離れた2人の兄の影響でサッカーを始め、小学3年生の時に地元のクラブチームに入団。当時はフォワードを務めていた。
小学6年生の時、一度練習に参加したことがきっかけで、柏レイソルの下部組織で練習生としてプレーするようになり、2003年、中学入学と同時に柏レイソルU-15へ正式加入。
吉田達磨の指導の下、酒井、工藤壮人、比嘉厚平、山崎正登、武富孝介、仙石廉、指宿洋史、島川俊郎、畑田真輝という計9名のプロ選手を輩出した柏レイソルユース「黄金世代」の一員として、初めは右サイドハーフ、中学3年生頃から左サイドバックを担当。吉田はディフェンスラインの裏へ出て行くタイミングの良さや、スペースへ入ってくる選手にクロスを合わせる独特の感覚を持っていた酒井の才能を見抜き、あえてオフェンス面には手を加えず、課題のあったディフェンス面やポジショニングを中心に指導を行った。
2006年、柏レイソルU-18へ昇格。同年、U-16日本代表に選出され、フランス遠征を経験した。
高校3年次の2008年、比嘉と共にトップチームの2種登録選手となったが、公式戦出場はなかった。柏レイソルU-18の選手としては、第32回日本クラブユースサッカー選手権（U-18）大会で準優勝を飾ったほか、ビジャレアル国際ユーストーナメントでは、リヴァプール、アヤックス、セルティックといった強豪を破って3位に輝いた。

### 柏レイソル時代
2009年、工藤、比嘉、山崎、武富、仙石と共にトップチームへ昇格。同年6月、武富と共にサンパウロ州選手権1部・モジミリンECへ留学した。モジミリンでは右サイドバック、センターバックとしてプレーし、特に守備面で大きな経験を得たが、11月の帰国後も公式戦出場は叶わず、J2降格の憂き目に遭った。
2010年、J2第11節ヴァンフォーレ甲府戦で公式戦初出場。J2第32節水戸ホーリーホック戦で公式戦初得点を記録した。主にレギュラー不在時のバックアッパーとして、リーグ戦9試合に出場し、クラブも1年でJ1へ復帰した。
2011年、右サイドバックとしてプレーした練習試合で2アシストを決めたことがきっかけとなり、J1第7節大宮アルディージャ戦に先発出場。それまではセンターバックの選手と見做されていたが、右サイドでレアンドロ・ドミンゲスと強力なコンビを形成してレギュラーに定着すると、一気に大ブレイク。同年5月、U-22日本代表に初選出され、10月にはA代表にも初選出された。最終的にリーグ戦27試合に出場し、Jリーグ史上初となる昇格初年度でのJ1優勝を達成。Jリーグベストイレブン、Jリーグベストヤングプレーヤー賞を同時受賞した。2011 FIFAクラブワールドカップでも全4試合に出場し、サントスFC戦で得点を記録。同監督のムリシ・ラマーリョから称賛を受けたほか、FIFA公式サイト上で茨田陽生と共に「柏の誇るヤングスター」と紹介された。
2012年、前年の活躍により、FIFA公式サイト上でチアゴ・アルカンタラ、ユリアン・ドラクスラーらと共に「2012年注目の若手選手13人」として取り上げられ、ボルシア・ドルトムントなど7、8の海外クラブから獲得オファーが舞い込む争奪戦となったが、最も獲得に熱心だったドイツ・ブンデスリーガのハノーファー96への移籍を決断。柏でのラストゲームとなったJ1第16節ガンバ大阪戦を6-2の圧勝で締め括り、ドイツへ渡った。

### ハノーファー時代
2012年7月1日、移籍金約100万ユーロ（1億円）でハノーファー96へ移籍。契約期間は3年間、プラス1年のオプション付き。入団直後にクラブを離れて参加したロンドン五輪では、初戦スペイン戦で左足首を捻挫。1次リーグ2試合を欠場した後、決勝トーナメントからスターティングメンバーに復帰し、ベスト4まで勝ち進んだが、惜しくもメダル獲得を逃した。
2012-13シーズン、UEFAヨーロッパリーグ予選プレーオフ第2戦シロンスク・ヴロツワフ戦で移籍後公式戦初出場。ブンデスリーガ第4節ホッフェンハイム戦でブンデスリーガ初出場を果たした。ロンドン五輪参加のためシーズン前のキャンプに参加できなかったことに加え、ブンデスリーガのプレースピードの速さや、柏時代とは大きく異なるチーム戦術への適応に苦しみ、試合に出られない時期が続いたが、シーズン終盤には出場機会を増やし、右サイドハーフとして先発した第33節レバークーゼン戦でブンデスリーガ初アシストを記録した。
2013-14シーズン、スティーブ・チェルンドロの負傷離脱もあり、開幕から右サイドバックの定位置を確保。第11節ヴェルダー・ブレーメン戦でゴール正面約30メートルの距離から強烈な無回転シュートをネットに沈め、ブンデスリーガ初得点を記録した。冬のリーガ中断期間に期限付き移籍で加入したチェコ代表のフランティシェク・ライトラルにもポジションを譲らず、右膝蓋腱炎を抱えながら出場を続けていたが、チームの1部残留確定後は休養した。
2014-15シーズン、一時期控えに回ることもあったが、シーズン終盤はスタメンに復帰し存在感を見せた。
2015-16シーズン、ハノーファー96に山口蛍も加わり日本代表が3人になった。酒井自身は、26試合に出場。第31節のインゴルシュタット戦では得点を挙げたが、チームは降格となった。契約満了によりこのシーズンでハノーファーを退団した。

### オリンピック・マルセイユ時代
2016年6月24日、フランス・リーグ・アンのオリンピック・マルセイユへの完全移籍が発表された。この時スコットランドのセルティックFCやオランダのアヤックス・アムステルダムなどからもオファーが来ていたが、日本代表ヴァイッド・ハリルホジッチ監督からアドバイスを貰ったこともあり、マルセイユを選んだという。8月14日に行われたトゥールーズFCとの開幕戦でデビュー戦をフル出場で飾った。2017年2月12日、第25節のFCナント戦で初アシストを記録。移籍1年目となった2016-17シーズンは、GKヨアン・プレを除くフィールドプレーヤーで出場時間最多となる35試合（計3012分）に出場し、レギュラーとして活躍した。右サイドでコンビを組むフロリアン・トヴァンからは「酒井のおかげで良いシーズンが過ごせたと言うのは、恥ずかしい事ではない」と好評し、リュディ・ガルシア監督からも今季の出来を称賛された。
2017年8月7日、ディジョンFCO戦にて2年連続で開幕節からスタメンで出場し、9月29日にマルセイユと2021年まで契約延長したことを発表した。2018年4月12日、UEFAヨーロッパリーグ準々決勝2ndレグRBライプツィヒ戦で終了間際にマルセイユ移籍後初得点となる貴重な追加点を挙げ、チームの14年振りのELベスト4進出に貢献した。しかし同年4月23日の第34節リール戦で内側側副靭帯を損傷し、3週間の離脱を余儀なくされた。
2019年5月18日、リーグ・アン第37節のトゥールーズFC戦でリーグ初ゴールを挙げた。シーズン終了後にファンが選んだ年間クラブMVPに選出された。2021年5月24日、5年過ごしたマルセイユを退団することをSNS上で発表した。

### 浦和レッズ時代
2021年6月10日、J1リーグの浦和レッズへの完全移籍が発表された。Jリーグでは9年ぶりのプレーとなった。8月14日、第24節のサガン鳥栖戦で移籍後初出場を果たした。更に、東京五輪にオーバーエイジとして参加し、前回出場したロンドン五輪に続き2度目のベスト4進出に貢献した。2022年、チームの副キャプテンに任命された。2023年、チームのキャプテンに任命された。AFCチャンピオンズリーグ2022で浦和を3回目の優勝に導き、大会MVPを受賞した。10月20日のJ1第30節・柏レイソル戦でJ1通算100試合出場を達成した。2024年、引き続きチームのキャプテンを務めた。3月10日、J1第3節・北海道コンサドーレ札幌戦で決勝ゴールを挙げ、チームの今季初勝利に貢献した。6月24日、海外クラブへの移籍準備のためチームを離脱した。

### オークランドFC時代
2024年7月25日、Aリーグ・メンのオークランドFCへの完全移籍が発表された。更にチームキャプテンを務めることも発表された。10月19日、オークランドのホーム、Go Mediaスタジアムにて開催されたブリスベン・ロアーFCとの開幕戦、開始8分で高速クロスからクラブ史上初得点となるオウンゴールを誘発し、クラブの初勝利に貢献した。その後もチームは勝ち続け開幕６連勝を記録。酒井も12月28日の第9節セントラルコースト・マリナーズFC戦で初ゴールをあげた。

### 日本代表
2012年5月23日、キリンチャレンジカップ・アゼルバイジャン戦で国際Aマッチ初出場。その後は同じ右サイドバックを務める内田篤人と出場機会を分け合いながら、2014 FIFAワールドカップ・アジア4次予選、FIFAコンフェデレーションズカップ2013などに出場した。2013年11月19日に開催された国際親善試合ベルギー戦では、得意のクロスボールから柿谷曜一朗の先制点をアシストし、3-2の勝利に貢献した。2014 FIFAブラジルワールドカップのメンバーにも選出されたが、本大会での出場機会はなかった。
2018年6月、ロシアワールドカップメンバーに選出され、第1戦目のコロンビア戦でW杯初出場を果たした。本大会は4戦全てにフル出場し、チームのベスト16に貢献した。その活躍ぶりを仏レキップ紙は「日常的にリーグ・アンで活躍し、W杯で記録を残している外国人選手」7人の内に酒井を選出しており、セネガル戦のユスフ・サバリとのマッチアップは素晴らしい攻防だったと評価している。
同年11月16日、大分銀行ドームで行われたキリンチャレンジカップのベネズエラ戦にて、日本代表49試合出場にして初のゴールを決めた。
2022年11月1日、2022カタールW杯に臨む日本代表に選出された。3大会連続のワールドカップ選出となった。初戦のドイツ戦でスタメン出場を果たすも、後半に負傷交代。その影響でGL残り2試合を欠場するも、決勝トーナメント1回戦のクロアチア戦で途中出場から復帰を果たした。しかし、チームはPK戦の末敗退した。

## プレースタイル
スピーディーかつダイナミックなオーバーラップと、右足から放たれる鋭利な高速クロスが持ち味のサイドバック。フランスに渡ってからはセンターバックもすることが有る。2011 FIFAクラブワールドカップにおけるプレーは、FIFA公式サイト上で「日本版ダニエウ・アウヴェス」、イタリア紙ガゼッタ・デロ・スポルトからは「右サイド版長友」と喩えられた。
サイドバックとしては恵まれた体躯を持ち、外国人選手との激しいフィジカルコンタクトにも屈しない。高い身体能力は、柏レイソル時代のフィジカルコーチであるカルロス・アルベルト・ピメンテウから「アジリティー、パワー、スピード、持久力、どれもパーフェクトに近い。どんなフィジカルコーチでも、ああいう選手と仕事をしたいと思うだろうね」と絶賛されている。元日本代表監督のハリルホジッチは「柔軟さと度量があって、申し分のない選手だ」「モンスター級のフィジカルを持っている」とフランスメディアLe Phocéenのインタビューに答えている。
2020年4月、イギリスメディアの選ぶ21世紀の日本代表ベスト11に選ばれ、「ドイツで最高レベルの経験を積んだ後、フランスに渡った。日本では海外で成功した選手としての象徴」と評された。

### 高速クロス
高速のクロスボールは、しばしば彼の代名詞として語られる。ユース時代のチームメイトである工藤壮人は「酒井はあのクロスをジュニアユースの頃から蹴っていた」と証言している。
高速クロスを上げる際は、本人曰く「人に合わせるよりもスペースに出すような」イメージで、右足のインサイドでボールの側面をこすり上げ、内側に回転をかけている。回転のかかったボールは相手ゴールキーパーから逃げるようにカーブの軌道を描き、ゴール前で急速に落ちていく。
また、振り抜かれる右足のモーションが小さく、対面する相手をかわし切る前でも自分の間合いに持ち込めば蹴ることが出来るため、ブロックを受けにくい点も特長である。

## 人物像
- プライベートは、謙虚な性格であり[19][61]、柏レイソル時代の先輩・北嶋秀朗からは「謙遜の酒井」と評された[62]。日本代表の練習中にも、アルベルト・ザッケローニ元監督から「ことあるごとに『ごめん』と謝るのをやめるように」と注意を受けている。
- ジンクスとしては、柏レイソルジュニアユース、ユース、プロと、いずれも1年目はほとんど試合に出られなかったことから「僕はいつも1年目があまりよくない」と語る[3]。「ハノーファー移籍1年目」となった2012-13シーズンも、リーグ戦の出場は13試合に留まった。
- 2011年7月3日放送『やべっちFC〜日本サッカー応援宣言〜』内の企画「ハーイ!やべっち」に出演。好きな食べ物はカレーで、好きな女優は臼田あさ美であると語った。また「ジミー大西に似ていると言われる」と明かし、番組MCの矢部浩之から「ジミーちゃん、やってる?」とコメントされた。
- 2014年8月10日、一般女性と結婚[63][64]。翌年1月14日、Twitter上で第一子が誕生したことを発表した[65]。
- 競技は違えど同じフランスでプレーしていたという共通点から五郎丸歩とは親交があり、家族ぐるみでの付き合いがあるという[66]。
- 2019年9月20日、大津祐樹と共に 株式会社ASSIST 設立。取締役就任。『FootballAssist』プロジェクト始動。

## 所属クラブ
- 1999年 - 2002年 柏マイティーFC（柏市立富勢西小学校）[2]
- 2003年 - 2005年 柏レイソルU-15（柏市立富勢中学校）
- 2006年 - 2008年 柏レイソルU-18（千葉県立柏中央高等学校→ウィザス高等学校（現・第一学院高等学校））
  - 2008年 柏レイソル（2種登録選手）
- 2009年 - 2012年 柏レイソル
- 2012年 - 2016年 ハノーファー96
- 2016年 - 2021年 オリンピック・マルセイユ
- 2021年 - 2024年 浦和レッドダイヤモンズ
- 2024年 - オークランドFC

## 個人成績
| 国内大会個人成績 | 国内大会個人成績 | 国内大会個人成績 | 国内大会個人成績 | 国内大会個人成績 | 国内大会個人成績 | 国内大会個人成績 | 国内大会個人成績 | 国内大会個人成績 | 国内大会個人成績 | 国内大会個人成績 | 国内大会個人成績 |
| 年度             | クラブ           | 背番号           | リーグ           | リーグ戦         | リーグ戦         | リーグ杯         | リーグ杯         | オープン杯       | オープン杯       | 期間通算         | 期間通算         |
| 年度             | クラブ           | 背番号           | リーグ           | 出場             | 得点             | 出場             | 得点             | 出場             | 得点             | 出場             | 得点             |
| 日本             | 日本             | 日本             | 日本             | リーグ戦         | リーグ戦         | リーグ杯         | リーグ杯         | 天皇杯           | 天皇杯           | 期間通算         | 期間通算         |
| ---------------- | ---------------- | ---------------- | ---------------- | ---------------- | ---------------- | ---------------- | ---------------- | ---------------- | ---------------- | ---------------- | ---------------- |
| 2009             | 柏               | 30               | J1               | 0                | 0                | 0                | 0                | 0                | 0                | 0                | 0                |
| 2010             | 柏               | 30               | J2               | 9                | 1                | -                | -                | 3                | 0                | 12               | 1                |
| 2011             | 柏               | 4                | J1               | 27               | 0                | 2                | 0                | 2                | 0                | 31               | 0                |
| 2012             | 柏               | 4                | J1               | 15               | 1                | -                | -                | -                | -                | 15               | 1                |
| ドイツ           | ドイツ           | ドイツ           | ドイツ           | リーグ戦         | リーグ戦         | リーグ杯         | リーグ杯         | DFBポカール      | DFBポカール      | 期間通算         | 期間通算         |
| 2012-13          | ハノーファー     | 4                | ブンデス1部      | 13               | 0                | -                | -                | 1                | 0                | 14               | 0                |
| 2013-14          | ハノーファー     | 4                | ブンデス1部      | 26               | 1                | -                | -                | 2                | 0                | 28               | 1                |
| 2014-15          | ハノーファー     | 4                | ブンデス1部      | 27               | 0                | -                | -                | 2                | 0                | 29               | 0                |
| 2015-16          | ハノーファー     | 4                | ブンデス1部      | 26               | 1                | -                | -                | 2                | 0                | 28               | 1                |
| フランス         | フランス         | フランス         | フランス         | リーグ戦         | リーグ戦         | F・リーグ杯      | F・リーグ杯      | フランス杯       | フランス杯       | 期間通算         | 期間通算         |
| 2016-17          | マルセイユ       | 2                | リーグ・アン     | 35               | 0                | 2                | 0                | 3                | 0                | 40               | 0                |
| 2017-18          | マルセイユ       | 2                | リーグ・アン     | 33               | 0                | 2                | 0                | 1                | 0                | 36               | 0                |
| 2018-19          | マルセイユ       | 2                | リーグ・アン     | 27               | 1                | 1                | 0                | 0                | 0                | 28               | 1                |
| 2019-20          | マルセイユ       | 2                | リーグ・アン     | 21               | 0                | 1                | 0                | 3                | 0                | 25               | 0                |
| 2020-21          | マルセイユ       | 2                | リーグ・アン     | 29               | 0                | -                | -                | 2                | 0                | 31               | 0                |
| 日本             | 日本             | 日本             | 日本             | リーグ戦         | リーグ戦         | リーグ杯         | リーグ杯         | 天皇杯           | 天皇杯           | 期間通算         | 期間通算         |
| 2021             | 浦和             | 2                | J1               | 14               | 2                | 0                | 0                | 4                | 0                | 18               | 2                |
| 2022             | 浦和             | 2                | J1               | 20               | 0                | 1                | 0                | 0                | 0                | 21               | 0                |
| 2023             | 浦和             | 2                | J1               | 25               | 2                | 6                | 0                | 1                | 0                | 32               | 2                |
| 2024             | 浦和             | 2                | J1               | 10               | 1                | 1                | 0                | -                | -                | 11               | 1                |
| オーストラリア   | オーストラリア   | オーストラリア   | オーストラリア   | リーグ戦         | リーグ戦         | リーグ杯         | リーグ杯         | FFA杯            | FFA杯            | 期間通算         | 期間通算         |
| 2024-2025        | オークランド     | 2                | Aリーグ          | 25               | 3                | -                | -                | 0                | 0                | 25               | 3                |
| 通算             | 日本             | 日本             | J1               | 111              | 6                | 9                | 0                | 7                | 0                | 127              | 6                |
| 通算             | 日本             | 日本             | J2               | 9                | 1                | -                | -                | 3                | 0                | 12               | 1                |
| 通算             | ドイツ           | ドイツ           | ブンデス1部      | 92               | 2                | -                | -                | 7                | 0                | 99               | 2                |
| 通算             | フランス         | フランス         | リーグ・アン     | 145              | 1                | 6                | 0                | 9                | 0                | 160              | 1                |
| 通算             | オーストラリア   | オーストラリア   | Aリーグ          | 25               | 3                | 0                | 0                | 0                | 0                | 25               | 3                |
| 総通算           | 総通算           | 総通算           | 総通算           | 382              | 13               | 15               | 0                | 26               | 0                | 423              | 13               |

- 2008年は2種登録選手としての出場は無し

その他の公式戦
- 2012年
  - FUJI XEROX SUPER CUP 1試合0得点
- 2022年
  - FUJIFILM SUPER CUP 1試合0得点

| 国際大会個人成績 | 国際大会個人成績 | 国際大会個人成績 | 国際大会個人成績 | 国際大会個人成績 | FIFA      | FIFA      |
| 年度             | クラブ           | 背番号           | 出場             | 得点             | 出場      | 得点      |
| AFC              | AFC              | AFC              | ACL              | ACL              | クラブW杯 | クラブW杯 |
| ---------------- | ---------------- | ---------------- | ---------------- | ---------------- | --------- | --------- |
| 2011             | 柏               | 4                | -                | -                | 4         | 1         |
| 2012             | 柏               | 4                | 7                | 2                | -         | -         |
| 2022             | 浦和             | 2                | 8                | 0                | -         | -         |
| 2023/24          | 浦和             | 2                | 2                | 0                | 2         | 0         |
| UEFA             | UEFA             | UEFA             | UEFA EL          | UEFA EL          | UEFA CL   | UEFA CL   |
| 2012-13          | ハノーファー     | 4                | 2                | 0                | -         | -         |
| 2017-18          | マルセイユ       | 2                | 14               | 1                | -         | -         |
| 2020-21          | マルセイユ       | 2                | -                | -                | 6         | 0         |
| 通算             | AFC              | AFC              | 17               | 2                | 6         | 1         |
| 通算             | UEFA             | UEFA             | 16               | 1                | 6         | 0         |

その他の国際公式戦
- 2012年
  - UEFAヨーロッパリーグ 2012-13 予選プレーオフ 1試合0得点
- 2017年
  - UEFAヨーロッパリーグ 2017-18 予選プレーオフ 2試合0得点
- 2023年
  - AFCチャンピオンズリーグ2023/24・プレーオフ 1試合0得点

出場歴
- 公式戦・Jリーグ初出場 - 2010年5月5日 J2第11節 ヴァンフォーレ甲府戦（日立柏サッカー場）
- 公式戦・Jリーグ初得点 - 2010年10月31日 J2第32節 水戸ホーリーホック戦（ケーズデンキスタジアム水戸）
- A代表初出場 - 2012年5月23日 キリンチャレンジカップ アゼルバイジャン戦（エコパスタジアム）[1]
- A代表初得点 - 2018年11月16日 キリンチャレンジカップ ベネズエラ戦（大分スポーツ公園総合競技場）
- ブンデスリーガ初出場 - 2012年9月23日 ブンデスリーガ第4節 TSG1899ホッフェンハイム戦（ライン・ネッカー・アレーナ）
- ブンデスリーガ初得点 - 2013年11月3日 ブンデスリーガ第11節 ヴェルダー・ブレーメン戦（ヴェーザーシュタディオン）
- リーグ・アン初出場 - 2016年8月14日 リーグ・アン第1節 トゥールーズFC戦（スタッド・ヴェロドローム）
- リーグ・アン初得点 - 2019年5月18日 リーグ・アン第37節 トゥールーズFC戦（スタッド・ムニシパル）

## タイトル

### クラブ
柏レイソル
- J1リーグ：2011年
- J2リーグ：2010年
- FUJI XEROX SUPER CUP：2012年

浦和レッズ
- 天皇杯 JFA 全日本サッカー選手権大会：2021年
- FUJIFILM SUPER CUP：2022年
- AFCチャンピオンズリーグ：2022年

オークランドFC
- Aリーグ・メン：2024-25

### 個人
- J1リーグベストイレブン：2011年
- J1リーグ優秀選手賞：2011年、2022年、2023年
- Jリーグベストヤングプレーヤー賞：2011年
- AFCチャンピオンズリーグ 大会最優秀選手賞：2022年
- 日本プロスポーツ大賞 新人賞：2011年[67]
- 彩の国功労賞：2023年
- さいたま市スポーツ特別功労賞：2021年、2022年
- 浦和レッズ後援会 会長賞：2022年

## 代表歴

### 出場大会
- U-16日本代表
  - 2006年 - モンテギュー国際大会[6]
- U-22日本代表
  - 2011年 - ロンドン五輪・アジア2次予選、最終予選
- U-23日本代表
  - 2012年 - ロンドン五輪
- U-24日本代表
  - 2021年 - 東京五輪（OA）
- 日本代表
  - 2012年 - 2014 FIFAワールドカップ・アジア4次予選
  - 2013年 - FIFAコンフェデレーションズカップ2013
  - 2014年 - 2014 FIFAワールドカップ
  - 2015年 - 2018 FIFAワールドカップ・アジア2次予選
  - 2016年 - キリンカップサッカー2016
  - 2016年 - 2018 FIFAワールドカップ・アジア3次予選
  - 2018年 - 2018 FIFAワールドカップ
  - 2019年 - AFCアジアカップ2019
  - 2019年 - 2022 FIFAワールドカップ・アジア2次予選
  - 2021年 - 2022 FIFAワールドカップ・アジア3次予選
  - 2022年 - 2022 FIFAワールドカップ

### 試合数
- 国際Aマッチ 74試合 1得点（2012年 - 2022年）[1]

| 日本代表 | 国際Aマッチ | 国際Aマッチ |
| 年       | 出場        | 得点        |
| -------- | ----------- | ----------- |
| 2012     | 7           | 0           |
| 2013     | 7           | 0           |
| 2014     | 5           | 0           |
| 2015     | 6           | 0           |
| 2016     | 7           | 0           |
| 2017     | 9           | 0           |
| 2018     | 8           | 1           |
| 2019     | 12          | 0           |
| 2020     | 3           | 0           |
| 2021     | 4           | 0           |
| 2022     | 6           | 0           |
| 通算     | 74          | 1           |

### 出場
| No. | 開催日         | 開催地             | スタジアム                                         | 対戦国               | 結果        | 監督                       | 大会                                                               |
| --- | -------------- | ------------------ | -------------------------------------------------- | -------------------- | ----------- | -------------------------- | ------------------------------------------------------------------ |
| 1.  | 2012年5月23日  | 袋井               | 静岡県小笠山総合運動公園スタジアム                 | アゼルバイジャン     | ○2-0        | アルベルト・ザッケローニ   | キリンチャレンジカップ2012                                         |
| 2.  | 2012年6月3日   | さいたま           | 埼玉スタジアム2002                                 | オマーン             | ○3-0        | アルベルト・ザッケローニ   | 2014 FIFAワールドカップ・アジア4次予選                             |
| 3.  | 2012年6月12日  | ブリスベン         | ブリスベン・スタジアム                             | オーストラリア       | △1-1        | アルベルト・ザッケローニ   | 2014 FIFAワールドカップ・アジア4次予選                             |
| 4.  | 2012年9月6日   | 新潟               | 東北電力ビッグスワンスタジアム                     | アラブ首長国連邦     | ○1-0        | アルベルト・ザッケローニ   | キリンチャレンジカップ2012                                         |
| 5.  | 2012年10月12日 | サン＝ドニ         | スタッド・ド・フランス                             | フランス             | ○1-0        | アルベルト・ザッケローニ   | 国際親善試合                                                       |
| 6.  | 2012年10月16日 | ヴロツワフ         | ヴロツワフ市立競技場                               | ブラジル             | ●0-4        | アルベルト・ザッケローニ   | 国際親善試合                                                       |
| 7.  | 2012年11月14日 | マスカット         | スルタン・カーブース・スポーツコンプレックス       | オマーン             | ○2-1        | アルベルト・ザッケローニ   | 2014 FIFAワールドカップ・アジア4次予選                             |
| 8.  | 2013年3月22日  | ドーハ             | ハリーファ国際スタジアム                           | カナダ               | ○2-1        | アルベルト・ザッケローニ   | 国際親善試合                                                       |
| 9.  | 2013年3月26日  | アンマン           | キング・アブドゥッラー・スタジアム                 | ヨルダン             | ●1-2        | アルベルト・ザッケローニ   | 2014 FIFAワールドカップ・アジア4次予選                             |
| 10. | 2013年5月30日  | 豊田               | 豊田スタジアム                                     | ブルガリア           | ●0-2        | アルベルト・ザッケローニ   | キリンチャレンジカップ2013                                         |
| 11. | 2013年6月4日   | さいたま           | 埼玉スタジアム2002                                 | オーストラリア       | △1-1        | アルベルト・ザッケローニ   | 2014 FIFAワールドカップ・アジア4次予選                             |
| 12. | 2013年6月11日  | ドーハ             | ジャシム・ビン・ハマド・スタジアム                 | イラク               | ○0-1        | アルベルト・ザッケローニ   | 2014 FIFAワールドカップ・アジア4次予選                             |
| 13. | 2013年6月22日  | ベロオリゾンテ     | エスタジオ・ゴベルナドール・マガリャンイス・ピント | メキシコ             | ●1-2        | アルベルト・ザッケローニ   | FIFAコンフェデレーションズカップ2013                               |
| 14. | 2013年11月19日 | ブリュッセル       | ボードゥアン国王競技場                             | ベルギー             | ○3-2        | アルベルト・ザッケローニ   | 国際親善試合                                                       |
| 15. | 2014年3月5日   | 新宿               | 国立霞ヶ丘競技場陸上競技場                         | ニュージーランド     | ○4-2        | アルベルト・ザッケローニ   | キリンチャレンジカップ2014～ありがとう国立競技場～                 |
| 16. | 2014年5月27日  | さいたま           | 埼玉スタジアム2002                                 | キプロス             | ○1-0        | アルベルト・ザッケローニ   | キリンチャレンジカップ2014                                         |
| 17. | 2014年6月2日   | タンパ             | レイモンド・ジェームス・スタジアム                 | コスタリカ           | ○3-1        | アルベルト・ザッケローニ   | 国際親善試合                                                       |
| 18. | 2014年6月6日   | タンパ             | レイモンド・ジェームス・スタジアム                 | ザンビア             | ○4-3        | アルベルト・ザッケローニ   | 国際親善試合                                                       |
| 19. | 2014年9月5日   | 横浜               | 日産スタジアム                                     | ウルグアイ           | ●0-2        | ハビエル・アギーレ         | キリンチャレンジカップ2014                                         |
| 20. | 2015年3月27日  | 大分               | 大分スポーツ公園総合競技場                         | チュニジア           | ○2-0        | ヴァイッド・ハリルホジッチ | キリンチャレンジカップ2015                                         |
| 21. | 2015年6月11日  | 横浜               | 日産スタジアム                                     | イラク               | ○4-0        | ヴァイッド・ハリルホジッチ | キリンチャレンジカップ2015                                         |
| 22. | 2015年6月15日  | さいたま           | 埼玉スタジアム2002                                 | シンガポール         | △0-0        | ヴァイッド・ハリルホジッチ | 2018 FIFAワールドカップ・アジア2次予選兼AFCアジアカップUAE2019予選 |
| 23. | 2015年9月3日   | さいたま           | 埼玉スタジアム2002                                 | カンボジア           | ○3-0        | ヴァイッド・ハリルホジッチ | 2018 FIFAワールドカップ・アジア2次予選兼AFCアジアカップUAE2019予選 |
| 24. | 2015年9月8日   | テヘラン           | アザディ・スタジアム                               | アフガニスタン       | ○6-0        | ヴァイッド・ハリルホジッチ | 2018 FIFAワールドカップ・アジア2次予選兼AFCアジアカップUAE2019予選 |
| 25. | 2015年11月12日 | カラン             | シンガポール・ナショナルスタジアム                 | シンガポール         | ○3-0        | ヴァイッド・ハリルホジッチ | 2018 FIFAワールドカップ・アジア2次予選兼AFCアジアカップUAE2019予選 |
| 26. | 2016年3月24日  | さいたま           | 埼玉スタジアム2002                                 | アフガニスタン       | ○5-0        | ヴァイッド・ハリルホジッチ | 2018 FIFAワールドカップ・アジア2次予選兼AFCアジアカップUAE2019予選 |
| 27. | 2016年6月3日   | 豊田               | 豊田スタジアム                                     | ブルガリア           | ○7-2        | ヴァイッド・ハリルホジッチ | キリンカップサッカー2016                                           |
| 28. | 2016年9月1日   | さいたま           | 埼玉スタジアム2002                                 | アラブ首長国連邦     | ●1-2        | ヴァイッド・ハリルホジッチ | 2018 FIFAワールドカップ・アジア3次予選                             |
| 29. | 2016年9月6日   | バンコク           | ラジャマンガラ競技場                               | タイ                 | ○2-0        | ヴァイッド・ハリルホジッチ | 2018 FIFAワールドカップ・アジア3次予選                             |
| 30. | 2016年10月6日  | さいたま           | 埼玉スタジアム2002                                 | イラク               | ○2-1        | ヴァイッド・ハリルホジッチ | 2018 FIFAワールドカップ・アジア3次予選                             |
| 31. | 2016年11月11日 | 鹿嶋               | 茨城県立カシマサッカースタジアム                   | オマーン             | ○4-0        | ヴァイッド・ハリルホジッチ | キリンチャレンジカップ2016                                         |
| 32. | 2016年11月15日 | さいたま           | 埼玉スタジアム2002                                 | サウジアラビア       | ○2-1        | ヴァイッド・ハリルホジッチ | 2018 FIFAワールドカップ・アジア3次予選                             |
| 33. | 2017年3月23日  | アル・アイン       | ハッザーア・ビン・ザーイド・スタジアム             | アラブ首長国連邦     | ○2-0        | ヴァイッド・ハリルホジッチ | 2018 FIFAワールドカップ・アジア3次予選                             |
| 34. | 2017年3月28日  | さいたま           | 埼玉スタジアム2002                                 | タイ                 | ○4-0        | ヴァイッド・ハリルホジッチ | 2018 FIFAワールドカップ・アジア3次予選                             |
| 35. | 2017年6月7日   | 調布               | 味の素スタジアム                                   | シリア               | △1-1        | ヴァイッド・ハリルホジッチ | キリンチャレンジカップ2017                                         |
| 36. | 2017年6月13日  | テヘラン           | シャヒード・ダストゲルディ・スタジアム             | イラク               | △1-1        | ヴァイッド・ハリルホジッチ | 2018 FIFAワールドカップ・アジア3次予選                             |
| 37. | 2017年8月31日  | さいたま           | 埼玉スタジアム2002                                 | オーストラリア       | ○2-0        | ヴァイッド・ハリルホジッチ | 2018 FIFAワールドカップ・アジア3次予選                             |
| 38. | 2017年9月5日   | ジッダ             | キング・アブドゥッラー・スポーツシティ             | サウジアラビア       | ●0-1        | ヴァイッド・ハリルホジッチ | 2018 FIFAワールドカップ・アジア3次予選                             |
| 39. | 2017年10月9日  | 豊田               | 豊田スタジアム                                     | ニュージーランド     | ○2-1        | ヴァイッド・ハリルホジッチ | キリンチャレンジカップ2017                                         |
| 40. | 2017年11月10日 | リール             | スタッド・ピエール＝モーロワ                       | ブラジル             | ●1-3        | ヴァイッド・ハリルホジッチ | 国際親善試合                                                       |
| 41. | 2017年11月14日 | ブルッヘ           | ヤン・ブレイデルスタディオン                       | ベルギー             | ●1-0        | ヴァイッド・ハリルホジッチ | 国際親善試合                                                       |
| 42. | 2018年6月8日   | ルガーノ           | スタディオ・ディ・コルナレード                     | スイス               | ●0-2        | 西野朗                     | 国際親善試合                                                       |
| 43. | 2018年6月12日  | インスブルック     | ティヴォリ・シュターディオン                       | パラグアイ           | ○4-2        | 西野朗                     | 国際親善試合                                                       |
| 44. | 2018年6月19日  | サランスク         | モルドヴィア・アリーナ                             | コロンビア           | ○2-1        | 西野朗                     | 2018 FIFAワールドカップ                                            |
| 45. | 2018年6月24日  | エカテリンブルク   | エカテリンブルク・アリーナ                         | セネガル             | △2-2        | 西野朗                     | 2018 FIFAワールドカップ                                            |
| 46. | 2018年6月28日  | ヴォルゴグラード   | ヴォルゴグラード・アリーナ                         | ポーランド           | ●0-1        | 西野朗                     | 2018 FIFAワールドカップ                                            |
| 47. | 2018年7月2日   | ロストフ・ナ・ドヌ | ロストフ・アリーナ                                 | ベルギー             | ●2-3        | 西野朗                     | 2018 FIFAワールドカップ                                            |
| 48. | 2018年10月16日 | さいたま           | 埼玉スタジアム2002                                 | ウルグアイ           | ○4-3        | 森保一                     | キリンチャレンジカップ2018                                         |
| 49. | 2018年11月16日 | 大分               | 大分スポーツ公園総合競技場                         | ベネズエラ           | △1-1        | 森保一                     | キリンチャレンジカップ2018                                         |
| 50. | 2019年1月9日   | アブダビ           | アール・ナヒヤーン・スタジアム                     | トルクメニスタン     | ○3-2        | 森保一                     | AFCアジアカップ2019                                                |
| 51. | 2019年1月13日  | アブダビ           | シェイク・ザイード・スタジアム                     | オマーン             | ○1-0        | 森保一                     | AFCアジアカップ2019                                                |
| 52. | 2019年1月21日  | シャールジャ       | シャールジャ・スタジアム                           | サウジアラビア       | ○1-0        | 森保一                     | AFCアジアカップ2019                                                |
| 53. | 2019年1月24日  | ドバイ             | アール・マクトゥーム・スタジアム                   | ベトナム             | ○1-0        | 森保一                     | AFCアジアカップ2019                                                |
| 54. | 2019年1月28日  | アル・アイン       | ハッザーア・ビン・ザーイド・スタジアム             | イラン               | ○3-0        | 森保一                     | AFCアジアカップ2019                                                |
| 55. | 2019年2月1日   | アブダビ           | シェイク・ザイード・スタジアム                     | カタール             | ●1-3        | 森保一                     | AFCアジアカップ2019                                                |
| 56. | 2019年6月5日   | 豊田               | 豊田スタジアム                                     | トリニダード・トバゴ | △0-0        | 森保一                     | キリンチャレンジカップ2019                                         |
| 57. | 2019年9月5日   | 鹿嶋               | 茨城県立カシマサッカースタジアム                   | パラグアイ           | ○2-0        | 森保一                     | キリンチャレンジカップ2019                                         |
| 58. | 2019年9月10日  | ヤンゴン           | トゥウンナ・スタジアム                             | ミャンマー           | ○2-0        | 森保一                     | 2022 FIFAワールドカップ・アジア2次予選兼AFCアジアカップ2023予選    |
| 59. | 2019年10月10日 | さいたま           | 埼玉スタジアム2002                                 | モンゴル             | ○6-0        | 森保一                     | 2022 FIFAワールドカップ・アジア2次予選兼AFCアジアカップ2023予選    |
| 60. | 2019年10月15日 | ドゥシャンベ       | パミール・スタジアム                               | タジキスタン         | ○3-0        | 森保一                     | 2022 FIFAワールドカップ・アジア2次予選兼AFCアジアカップ2023予選    |
| 61. | 2019年11月14日 | ビシュケク         | ドレン・オムルザコフ・スタジアム                   | キルギス             | ○2-0        | 森保一                     | 2022 FIFAワールドカップ・アジア2次予選兼AFCアジアカップ2023予選    |
| 62. | 2020年10月9日  | ユトレヒト         | スタディオン・ハルヘンワールト                     | カメルーン           | △0-0        | 森保一                     | 国際親善試合                                                       |
| 63. | 2020年11月13日 | グラーツ           | メルクーア・アレーナ                               | パナマ               | ○1-0        | 森保一                     | 国際親善試合                                                       |
| 64. | 2020年11月17日 | グラーツ           | メルクーア・アレーナ                               | メキシコ             | ●0-2        | 森保一                     | 国際親善試合                                                       |
| 65. | 2021年9月2日   | さいたま           | 埼玉スタジアム2002                                 | オマーン             | ●0-1        | 森保一                     | 2022 FIFAワールドカップ・アジア3次予選                             |
| 66. | 2021年10月7日  | ジッダ             | キング・アブドゥッラー・スポーツシティ             | サウジアラビア       | ●0-1        | 森保一                     | 2022 FIFAワールドカップ・アジア3次予選                             |
| 67. | 2021年10月12日 | さいたま           | 埼玉スタジアム2002                                 | オーストラリア       | ○2-1        | 森保一                     | 2022 FIFAワールドカップ・アジア3次予選                             |
| 68. | 2021年11月16日 | マスカット         | スルタン・カーブース・スポーツコンプレックス       | オマーン             | ○1-0        | 森保一                     | 2022 FIFAワールドカップ・アジア3次予選                             |
| 69. | 2022年1月27日  | さいたま           | 埼玉スタジアム2002                                 | 中国                 | ○2-0        | 森保一                     | 2022 FIFAワールドカップ・アジア3次予選                             |
| 70. | 2022年2月1日   | さいたま           | 埼玉スタジアム2002                                 | サウジアラビア       | ○2-0        | 森保一                     | 2022 FIFAワールドカップ・アジア3次予選                             |
| 71. | 2022年9月23日  | デュッセルドルフ   | デュッセルドルフ・アレーナ                         | アメリカ合衆国       | ○2-0        | 森保一                     | キリンチャレンジカップ2022                                         |
| 72. | 2022年11月17日 | ドバイ             | アール・マクトゥーム・スタジアム                   | カナダ               | ●1-2        | 森保一                     | 国際親善試合                                                       |
| 73. | 2022年11月23日 | ドーハ             | ハリーファ国際スタジアム                           | ドイツ               | ○2-1        | 森保一                     | 2022 FIFAワールドカップ                                            |
| 74. | 2022年12月5日  | アル＝ワクラ       | アル・ジャヌーブ・スタジアム                       | クロアチア           | △1-1(PK1-3) | 森保一                     | 2022 FIFAワールドカップ                                            |

### ゴール
| #  | 開催年月日     | 開催地 | 対戦国     | 勝敗 | 試合概要                   |
| -- | -------------- | ------ | ---------- | ---- | -------------------------- |
| 1. | 2018年11月16日 | 大分   | ベネズエラ | △1-1 | キリンチャレンジカップ2018 |